# Heinrich von Korn

Heinrich von Korn

Heinrich August Jacob Korn, ab 1882 von Korn, (* 6. April 1829 in Breslau; † 20. März 1907 ebenda) war ein deutscher Verlagsbuchhändler, Bankier und Kommunalpolitiker.

## Leben und Wirken
Heinrich Korn wurde als Sohn des Buchhändlers und Stadtrats Julius Korn (1799–1837) und dessen Ehefrau Bertha Korn geb. von Kospoth (1797–1866) in die Familie Korn geboren. Er besuchte bis zum 15. Lebensjahr die Realschule am Zwinger in Breslau, von Ostern 1844 bis zum 1. Januar 1846 die Leipziger Handelslehranstalt und lernte von April 1846 bis April 1848 in der Gropius’schen Buchhandlung in Berlin. 1850 übernahm er das väterliche Unternehmen, das nach dem Tod des Vaters vorübergehend von Friedrich Adolph Voigt verwaltet wurde. Noch im gleichen Jahr wurde er Teilhaber der Gropius’schen Buch- und Kunsthandlung in Berlin. 1851 gründete er mit Wilhelm Ernst den Verlag Ernst & Korn und blieb bis 1886 dessen Teilhaber. 1853 kaufte er eine Papiermühle in Sacrau (Sackrau, Sakrau) im Landkreis Oels, aus der er eine Papierfabrik im industriellen Maßstab machte. Außerdem baute er die verlagseigene Schlesische Zeitung aus. Daneben war er Gründer der Breslauer Disconto-Bank (1870) und der Schlesischen Bodenkreditbank (1872).
Korn war 1861 bis 1863 Stadtverordneter und 1863 bis 1891 unbesoldeter Stadtrat. Er wurde 1872 Dezernent der Promenadenverwaltung und wirkte auch im Armenwesen. Von 1888 bis 1907 war er Mitglied des Schlesischen Provinziallandtags und ab 1891 auch des schlesischen Provinzialausschusses. Von 1895 bis 1907 war er Provinzialkommissar für die Blindenunterrichtsanstalt in Breslau, außerdem Vorstand des Provinzialvereins vom Roten Kreuz. Nachdem er 1891 als Stadtrat ausgeschieden war, ernannte ihn die Stadt Breslau zum Stadtältesten. Bereits am 4. September 1882 wurde er (mit Diplom vom 13. September 1882) anlässlich des 150-jährigen Geschäftsjubiläums in den erblichen Adelsstand erhoben.
Korn war seit 1853 Mitglied der Schlesischen Gesellschaft für vaterländische Kultur und wurde 1903 deren Ehrenmitglied. 1858 gehörte er zu den Gründungsmitgliedern des Vereins für das Museum Schlesischer Altertümer (1906 in Schlesischer Altertumsverein umbenannt) und wurde 1887 deren Ehrenmitglied. Von 1876 bis 1903 war er Vorsitzender des Konsistoriums des Schlesischen Museums der Bildenden Künste in Breslau, das 1880 eröffnet wurde. 1896 schenkte er der Stadt Breslau 500.000 Mark für das neue Schlesische Museum für Kunstgewerbe und Altertümer. Anlässlich der Eröffnung des Schlesischen Museums für Kunstgewerbe und Altertümer wurde er 1899 mit der philosophischen Ehrendoktorwürde der Universität Breslau ausgezeichnet.

## Familie
Er heiratete am 25. Januar 1859 Helene Moriz-Eichborn (1840–1909), mit der er zwei jung verstorbene Söhne – Heinrich (1859–1884) und Erich (1864–1891) – und zwei Töchter hatte:
- Luise Marie Berta (* 12. April 1861) ⚭ 1882 Richard von Bergmann († 29. Oktober 1906), Sohn des Generalleutnants Richard von Bergmann
- Marie Christiane Dorothee (* 13. Dezember 1866) ⚭ 1889 Konstantin von Schweinichen († 7. Juli 1911), Herr auf Gut Pawelwitz

Er war ein Onkel von Heinrich und Paul von Schroeter.